# 大正6年の高潮災害
大正6年の高潮災害（たいしょう6ねんのたかしおさいがい）は、1917年（大正6年）の10月1日に東京湾岸で発生した、台風による高潮災害。特に東京府下の被害が最も大きく、同地では明治43年の大水害とは異なり沿岸部での高波による被害が目立った水害となった。このため、被害地域では大正六年の大津波の名で伝えられているほか、この災害を引き起こした台風は東京湾台風と呼ばれている。
本項目では同年9月末から10月初めにかけて、同じ台風がもたらした全国の水害についても記述する。

## 概要
1917年（大正6年）9月25日にフィリピン東方で発生した台風は、29日大東島付近を通過、30日夜半には近畿地方に大きな被害をもたらし（後述）、同日のうちに静岡と浜松の間を通過して、10月1日に関東地方を南西から北東に縦断。その間に首都の東京を直撃した。東京都心では最大風速43m/s・日最低海面気圧952.7hPaを記録し、うち日最低海面気圧の最低記録は現在でも破られていない。台風はさらに東北地方・北海道を縦断、各地に集中豪雨をもたらし10月2日にオホーツク海に抜けた。
全国的な被害は極めて大きく、近畿地方以東を中心として3府1道25県に及んだ。死者・行方不明者数1,324人、負傷者約2,000人、全壊家屋43,083戸、流出家屋2,399戸、床上浸水194,698戸を数え、1891年（明治24年）の濃尾地震、1896年（明治29年）の三陸大津浪に次ぐ大被害となった。
東京湾接近時には、折しも満潮の時刻と重なり、東京の京橋区、深川区、本所区などの東京湾沿岸域や隅田川沿いの区部は著しい被害をこうむった。前後2回にわたって高潮が押し寄せ、佃島、月島、築地、品川、深川地区などが浸水。月島、築地、洲崎方面の増水が激しく、多くの人が溺死した。東京府の死者・行方不明者数は日本全体の半数近くの563人に上った。
千葉県の東京湾岸一帯にも被害を及ぼした。浦安町は全町が水没した。江戸時代を通じ、幾多の水害をくぐり抜けてきた行徳塩田は堤防が完全に破壊され、これをきっかけに東京湾で行われてきた塩田による製塩業の数百年の歴史は事実上幕を閉じた。
神奈川県では橘樹郡が最も激しい被害を受けた。神奈川県内の死者・行方不明者60人のうち、半数32人は橘樹郡での死者だった。横浜港では3,100隻以上の船舶や艀が風浪により転覆、多数の沖仲仕や水上生活者が犠牲となった。同港が日本の経済活動の要所であった時代だけに、日本全体の経済活動も大きな打撃を受けることとなった。
被害の集中した東京府のうち、佃島、月島を抱える京橋区では第1師団が出動し輜重隊による7,600人分の炊き出しが行われ、深川区でも軍隊の支援を得て5,000人分の炊き出しが行われた。本所区では隅田川の溢水による浸水で自炊不能となった罹災者が多く、区内の小学校に6,917人が収容された。
この年、深川区では居住を諦めて区外へ転出する者が相次いだ。空き家が7000戸を超した
小説家・随筆家の内田百閒は、自身の随筆『大風一過』にてこの日の豪雨などによる災害について『颶風（ぐふう）であった』と表現している。

## 関連する災害
この災害をもたらした台風および集中豪雨は、近畿地方では9月30日に淀川水系の堤防決壊による大洪水をもたらし、当地では大正大洪水、大正大水害、淀川大塚切れと呼ばれている。